# Manuella Jemma
|  | Denne artikel er oprettet af botten PalnaBot ud fra en ekstern database. Den kan derfor have sproglige fejl eller mangler. Denne skabelon kan fjernes efter kontrol af indholdet. |

Manuella Jemma er en film instrueret af Michael Kirkegaard, Kathrine Ragnars.

## Handling
Filmen udfolder sig indenfor en klassisk atriumgård præget af forfaldets skønhed. Det centrale i denne meget velkomponerede film er visualiseringen af tiden. Gennem den æstetiske koncentration bliver tiden en konkret, intens oplevelse og giver os en genoplevelse af barnets særlige opslugthed af sine handlinger, barnets selvforglemmende tidsoplevelse.